# Witness (Spooky Tooth)
Witness è un album in studio del gruppo musicale britannico Spooky Tooth, pubblicato nel 1973.

## Tracce
Testi e musiche di Gary Wright, eccetto dove indicato.
Side 1
1. Ocean of Power – 4:40
2. Wings on My Heart – 3:32
3. As Long as the World Keeps Turning – 3:40
4. Don't Ever Stray Away (Chris Stewart, Wright) – 3:14
5. Things Change – 4:19

Side 2
1. All Sewn Up (Mick Jones, Wright) – 3:44
2. Dream Me a Mountain – 3:31
3. Sunlight of My Mind – 4:56
4. Pyramids (Mike Kellie, Wright) – 4:28

## Formazione
- Mike Harrison – voce, cori, percussioni
- Mick Jones – chitarra elettrica, chitarra acustica, cori
- Gary Wright – tastiera, cori, voce, sintetizzatore
- Chris Stewart – basso
- Mike Kellie – batteria, percussioni